# Cotton House Bay
Cotton House Bay är en vik på Barbados.   Den ligger i parishen Christ Church, i den södra delen av landet, 11 km sydost om huvudstaden Bridgetown. 